# The Prehistoric Society
The Prehistoric Society est une société savante britannique, consacrée à l'étude des origines de l'homme jusqu'à l'émergence de l'écriture. 

## Histoire
Elle est fondée par V. Gordon Childe, Stuart Piggott et Grahame Clark en 1935 et succède à la Prehistoric Society of East Anglia, elle même créée en 1908. L'association est un organisme de bienfaisance enregistré en droit anglais. L'adhésion se fait par abonnement et donne accès aux publications. La société compte 1 500 adhérents dans une quarantaine de pays.

## Activités scientifiques et éditoriales publications
La société édite une revue, Proceedings of the Prehistoric Society, et trois bulletins annuels, publiés en avril, juillet et novembre. 
Elle organise régulièrement des conférences, conférences et autres manifestations et octroie des subventions pour la recherche archéologique.